# Linda Ulvaeus
Linda Elin Ulvaeus (Vallentuna, 1973. február 23. –) svéd énekesnő, dalszövegíró, színésznő, gyermekkönyvíró, az ABBA együttes alapító tagjainak, Björn Ulvaeusnak és Agnetha Fältskognak a lánya.

## Fiatalkora
Linda Ulvaeus a Danderyd kórházban született Björn Ulvaeus és Agnetha Fältskog lányaként 3,1 kg-mal, és 51 cm-rel. Van egy öccse is, Peter Christian Ulvaeus aki 1977. december 4-én született.

## Karrierje
Linda 1981-ben 8 éves korában anyjával egy karácsonyi albumot jelentetett meg "Nu tändas tusen juleljus" címmel. Az album 18 hagyományos karácsonyi énekből áll, melyet svéd nyelven rögzítettek. Bár az albumot 1980-ban vették fel, a következő októberig nem jelent meg.
Linda 1998-ban debütál az Under Solen című filmben, mint Lena. Ezután a Labyrinten című televíziós sorozatban szerepelt 2000-ben. A következő évben a Blå måndag című filmben szerepelt.
Linda 2004-ben közreműködött háttér énekesként a "When You Walk in the Room" című dalban édesanyjával, mely Svédországban 11. helyezett volt a slágerlistán. Linda 2006-ban tért vissza a képernyőre Sophia szerepében a Meningen med alltihopa című filmben, majd 2007-ben a Playa del Sol című televíziós sorozatban szerepelt.

## Filmográfia

### Film
- Under solen (1998) mint Lena
- Meningen med alltihopa (2006) mint Sofia

### Televízió
- Labyrinten (2000) mint Nurse
- Playa del Sol (2007) mint Bikinitjejen

### Video
- Blå måndag (2001) mint Anki

## Diszkográfia
- 1981: Nu tändas tusen juleljus, Agnetha Fältskog-gal.